# ジョージ・リッチモンド (画家)
ジョージ・リッチモンド（英: George Richmond RA、1809年3月28日 - 1896年3月19日) は、イギリスの肖像画家。若い頃は、詩人、画家のウィリアム・ブレイクの信奉者のグループ、「古代人たち（The Ancients）」の熱心なメンバーであった。

## 略歴
ロンドンのブロンプトン地区で生まれた。父親のトーマス・リッチモンド（Thomas Richmond: 1771-1837）はミニアチュール画家であった。
15歳からロイヤル・アカデミー・オブ・アーツの美術学校でヨハン・ハインリヒ・フュースリーに学び影響を受け、同時期に美術学校で学んでいたエドワード・カルヴァート（1799-1883）やサミュエル・パーマー（1805-1881）、トーマス・シドニー・クーパー（1803-1902）、フレデリク・タタム（Frederick Tatham : 1805-1878)らと友人となった。
16歳になった時、すでにパーマーやカルヴァートが心酔していた詩人、画家のウィリアム・ブレイク（1757-1827）と画家のジョン・リネル（1792-1882）の邸で会い、その夜、帰宅の道中でブレイクと語り合い、リッチモンドは深い印象を受けた。その時からブレークが亡くなるまでリッチモンドの作品にはブレイクから受けたインスピレーションや指導の影響が見られた。パルマーやカルヴァート、タサムらと、ブレイクの影響を受けた「古代人たち（The Ancients）」と呼ばれるグループを結成した。リッチモンドの作品へのブレークの影響は1825年にロイヤル・アカデミーで展示されたリッチモンドの「羊飼いのアベル」や「キリストとサマリアの女」などに強く見られる。1827年のブレイクの臨終に立ち会い、リッチモンドは亡くなった詩人の目を閉じてデスマスクを受け取るという役割を務め、葬列に参加した。
1828年に、パリに旅して修行した。イギリスに戻ると友人のフレデリク・タタムの妹で建築家の娘と知り合い、恋人になるが、娘の父親の反対のために、2人でスコットランドへ旅し法律的に結婚の手続きをした。夫婦はイングランド北部のニューカッスル・アポン・タインに家を買って、有力者の支援を受けて、肖像画を描いて生活費を得ることができた。水彩で描いた肖像画は版画家のサミュエル・カズンズ（Samuel Cousins）によって版画にされた。
1837年に、短期間に3人の子供を失ったことなどからし、休養をとるために妻と生き残った子供トーマスとともにローマに移った。イタリア滞在は2年ほど続き、ローマや南イタリアで活動した。
1857年に王立美術アカデミーの準会員に選ばれ、1866年に正会員に選ばれたれた。1881年に妻が亡くなったころは、あまり、絵を描かなくなり彫刻作品の制作を主にするようになり、学者の胸像をいくつか制作した。
1896年にロンドンで亡くなった。1842年に生まれた息子のウィリアム・ブレイク・リッチモンド（1842-1921）も美術家になった。

## 作品

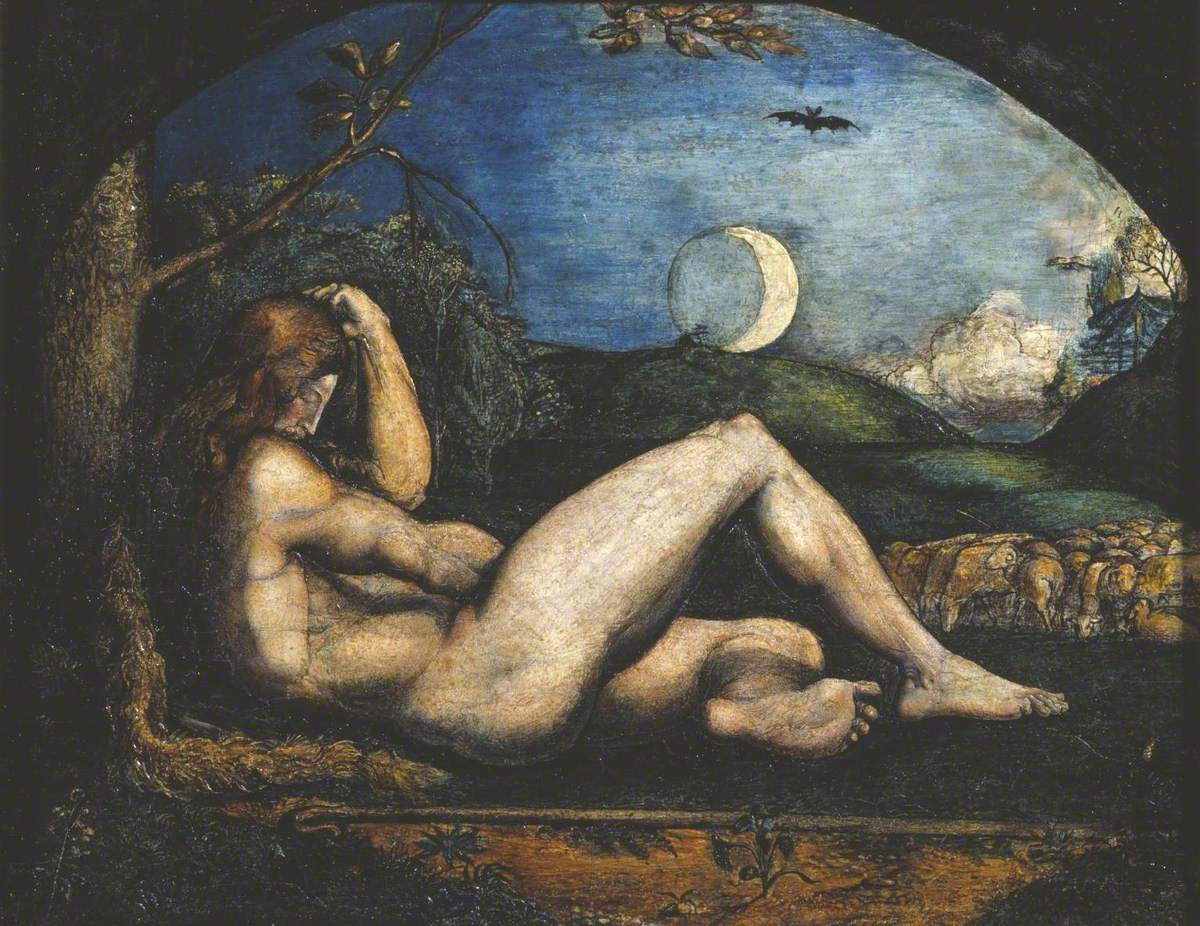
「羊飼いのアベル」(1925) ナショナル・ギャラリー (ロンドン)
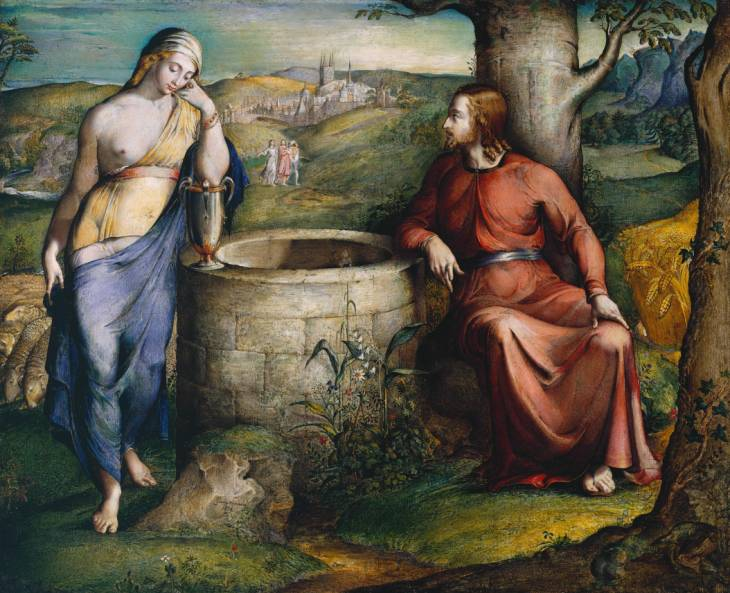
「キリストとサマリアの女」
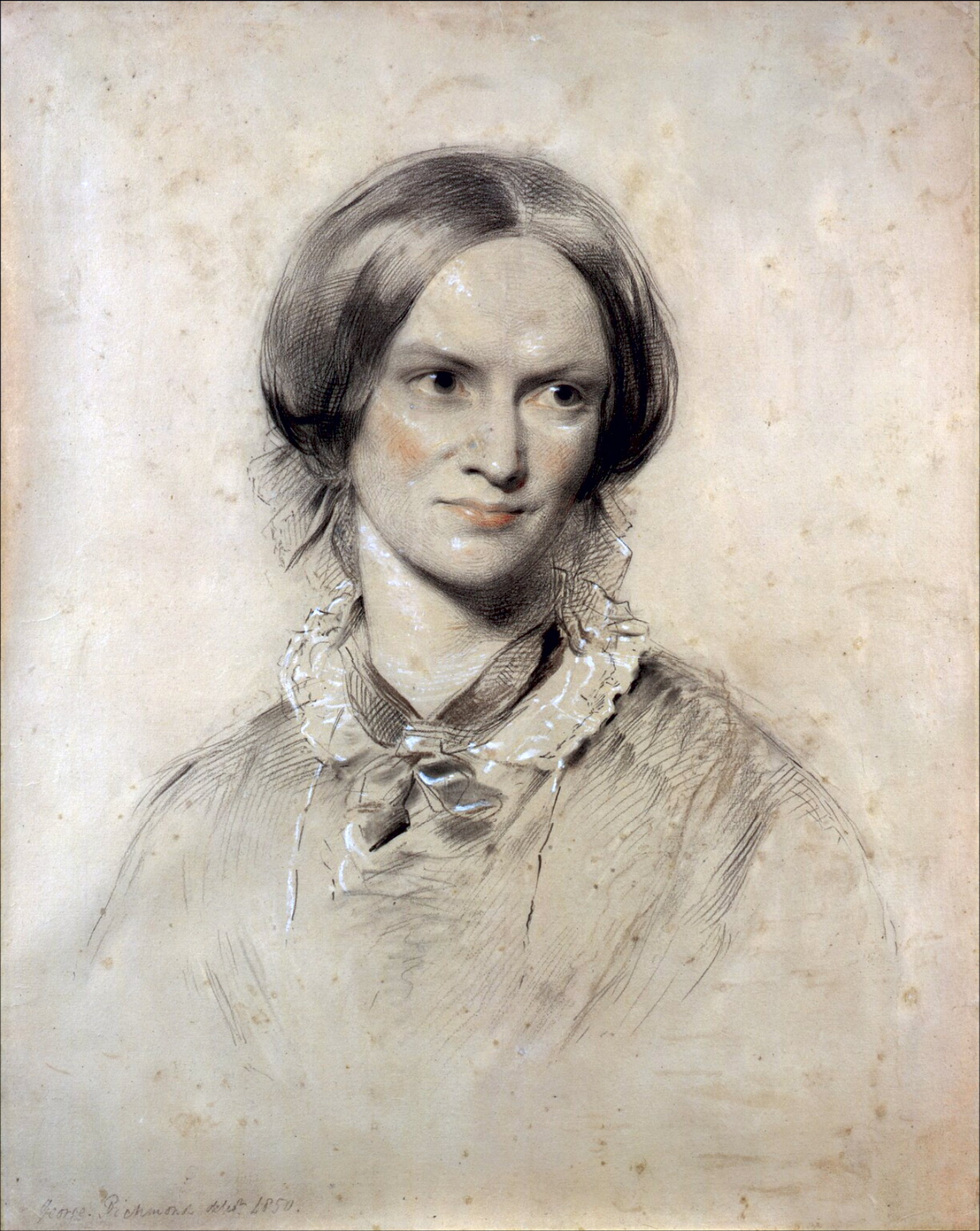
シャーロット・ブロンテ (1850) ナショナル・ポートレート・ギャラリー
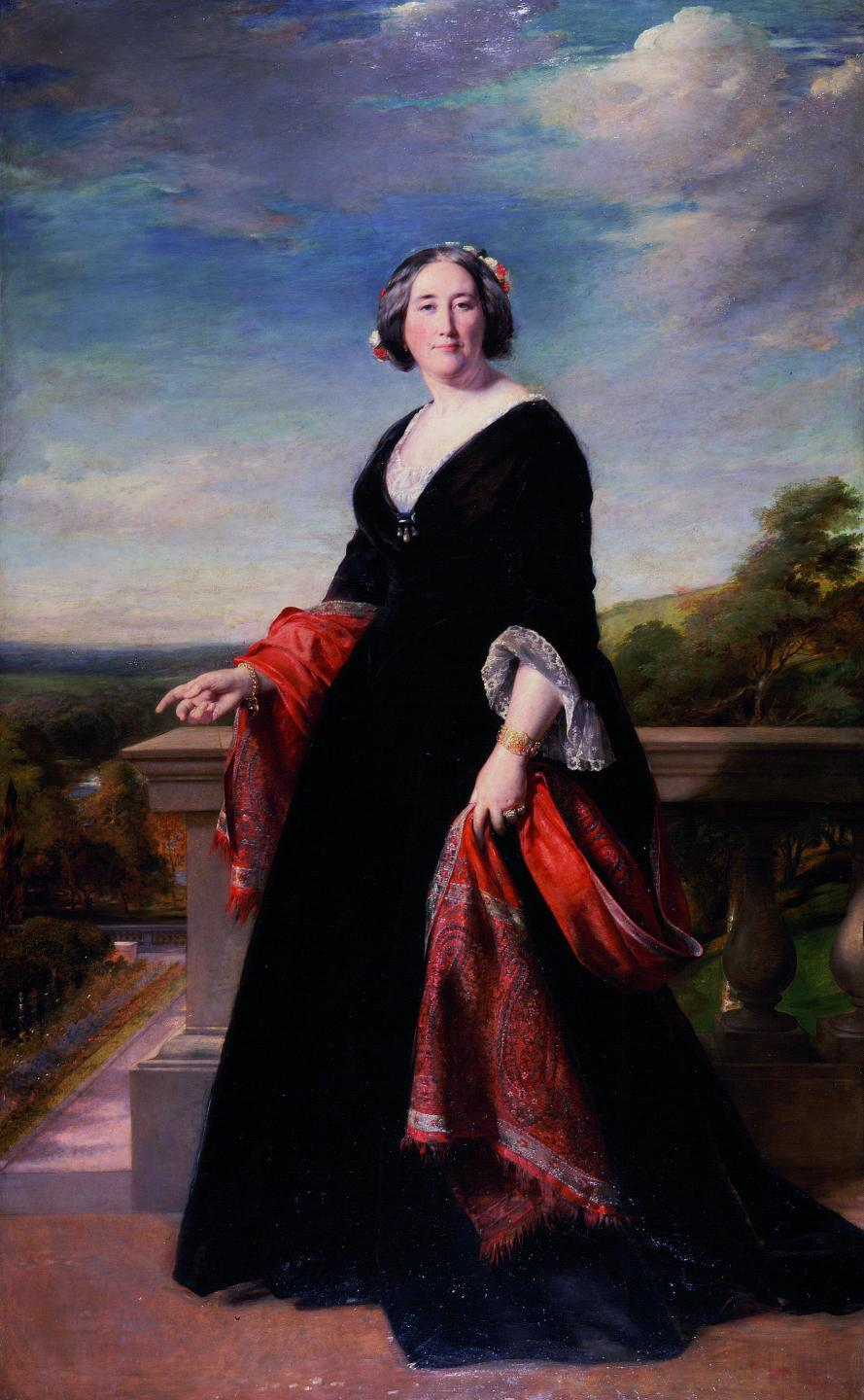
第3代ハーウッド伯爵夫人
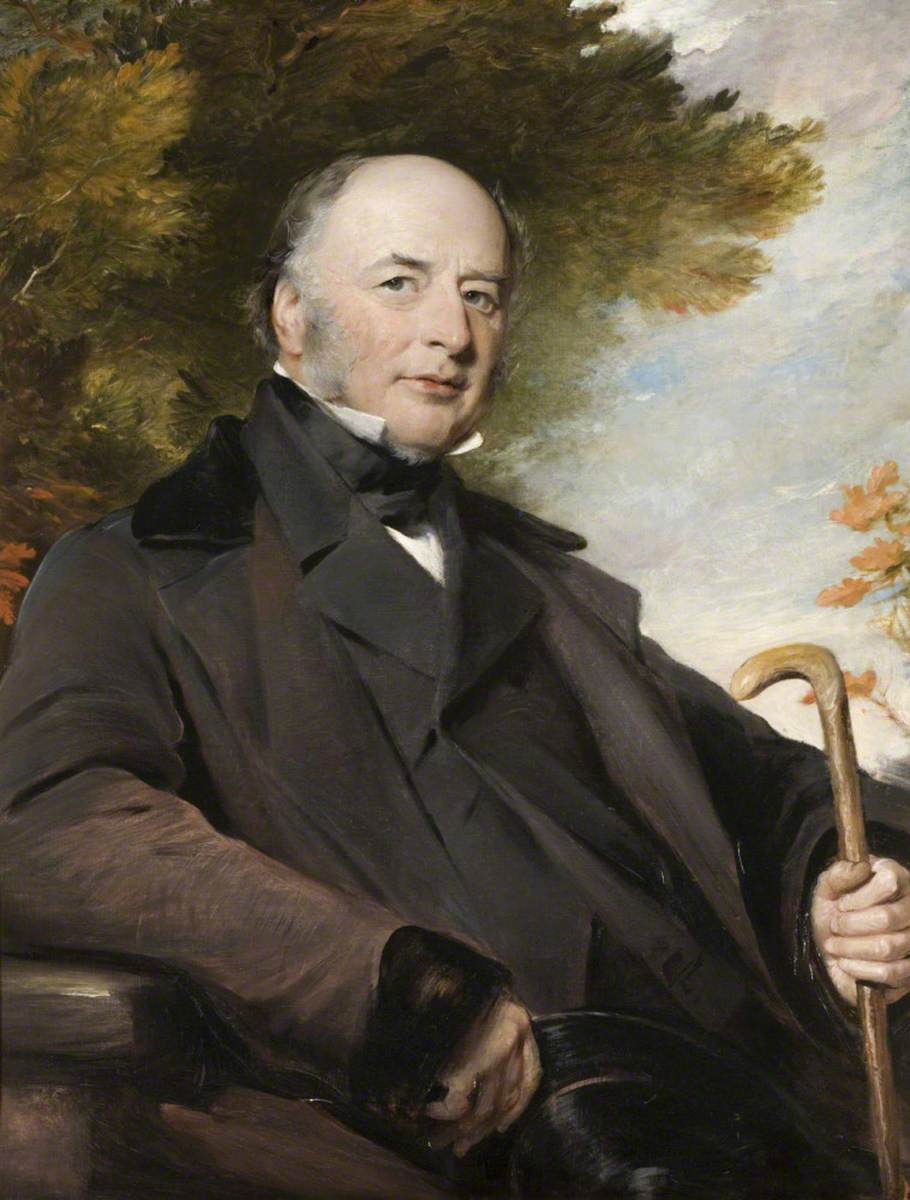
Thomas Agar-Robartes, 1st Baron Robartes
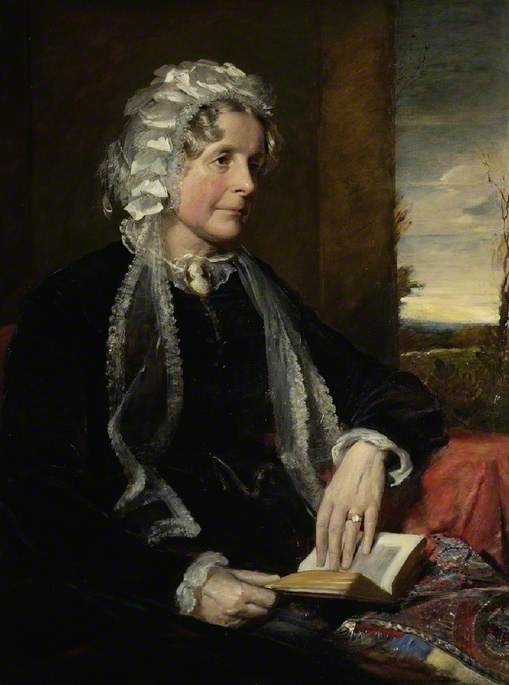
Mrs William Fothergill Robinson (1870) フィッツウィリアム美術館
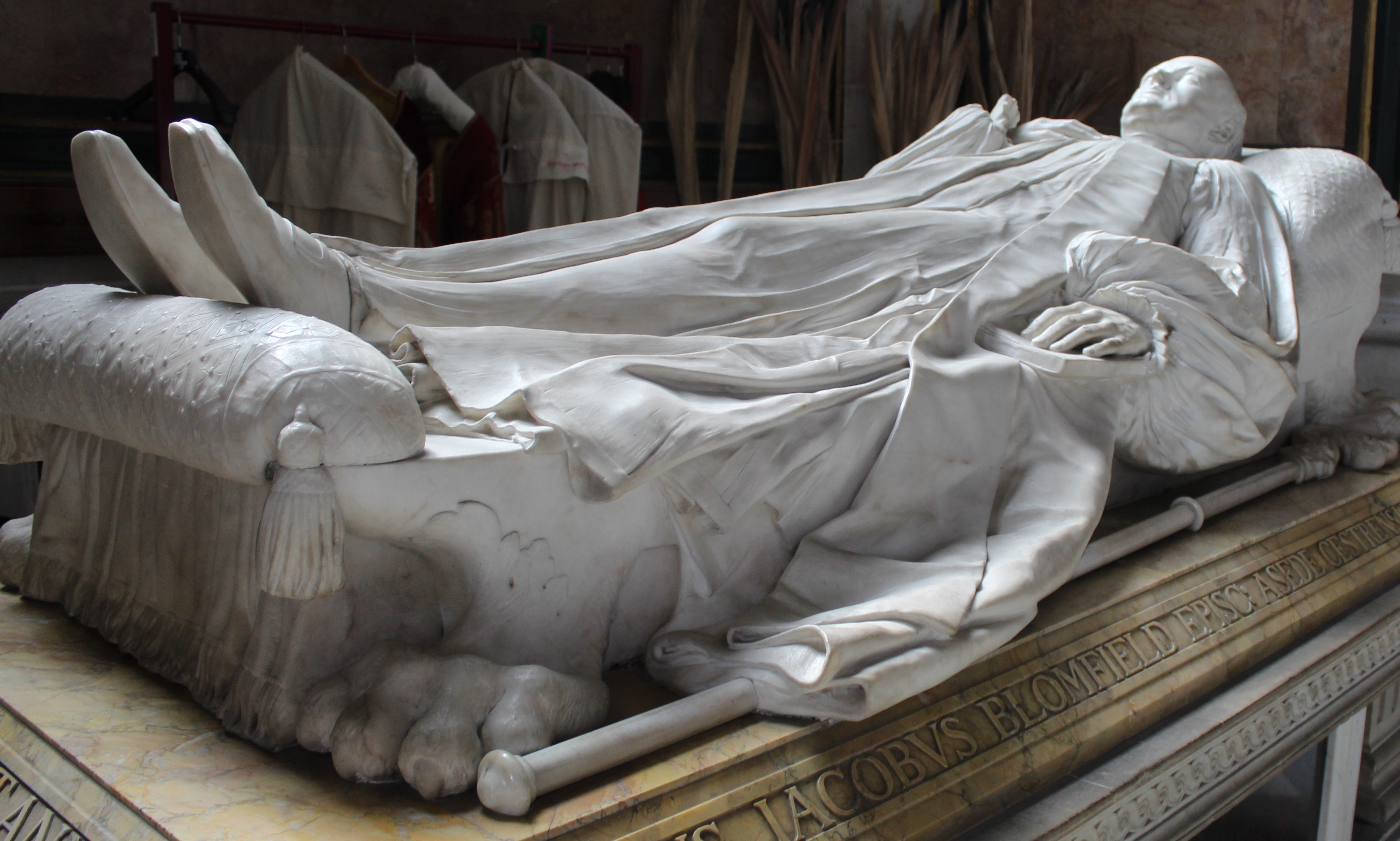
彫刻作品 セント・ポール大聖堂